# فهد خمیس
فهد خمیس (عربی: فهد خميس مبارك؛ زادهٔ ۲۴ ژانویهٔ ۱۹۶۲) بازیکن سابق فوتبال اهل امارات متحده عربی است.
وی از سال ۱۹۸۱ تا ۱۹۹۰ در تیم ملی فوتبال امارات متحده عربی بازی انجام داده است و عضو این تیم در جام جهانی فوتبال ۱۹۹۰ بوده است.